# Janet Jackson
Janet Damita Jo Jackson (16 de maig de 1966, a Gary, Indiana) és una cantant de pop afroamericana i actriu de cinema. Novena filla de la família Jackson, és la germana petita de Michael Jackson. Viu a Henderson a l'Estat de Nevada. Durant la seva carrera, Janet Jackson ha venut més de 100 milions de discs per tot el món.

## Biografia

### Els començaments
Janet Jackson és la petita de la família Jackson. De petita somiava a ser jockey, però a casa dels Jackson, tothom era músic. Als 7 anys es va trobar en escena per primera vegada amb els seus germans, els Jackson Five, que feien un concert a Las Vegas. El públic va quedar embruixat pel carisma de la filla petita del clan Jackson.
Es va llançar a la comèdia i va aparèixer en diverses comèdies de situació, entre les quals Different Strokes, Good Times i Fame, però el seu pare, Joseph Jackson, preferia que fes una carrera musical més que no pas cinematogràfica.

### Els anys 1980
Els seus dos primers discs (Janet Jackson i Dream Street) van tenir poc èxit. Pel que fa a la seva vida privada, es va casar amb James Debarge (del grup Debarge) quan tenia només 18 anys, matrimoni que no durarà més de sis mesos.
El 1986 va aconseguir un èxit mundial amb l'àlbum Control produït per John McClain, però sobretot pel tàndem Jimmy Jam i Terry Lewis, d'antics músics de Prince, reconvertits en productors. El so de l'àlbum era voluntàriament orientat Minneapolis Sound, el corrent musical més de moda en aquell temps i característic dels èxits What Have You Done for Me Lately i Nasty. Des de llavors, Janet es va desmarcar de les seves col·legues per les seves coreografies impressionants, el seu sentit del detall irreprotxable i un so revolucionari. Quedava tanmateix a l'ombra de Madonna i de Whitney Houston que venien més discs que ella. Tanmateix, Janet s'exiliarà durant dos anys i prepararà un àlbum que farà empal·lidir de gelosia les seves competidores directes.
El seu successor, el «groovesc» Rhythm Nation 1814, va ser publicat el 1989 i va conservar el mateix equip de productors. L'àlbum evoca el racisme, els problemes del carrer i les dificultats socials.. Era intrigant pel seu títol i el seu contingut molt fosc, als antípodes dels àlbums de l'època. Els singles es van vendre com panets, ocupant les classificacions americanes (set cançons de l'àlbum van atènyer entre 1989 i 1991 el top 5 del famós Billboard Hot 100 i quatre van atènyer el 1r lloc), i la seva gira triomfal la va propulsar cap al rang d'estrella internacional, estatus que no deixarà més. El 1990, esdevé la més gran venedora de discs de l'any i va recollir una quantitat impressionant de premis, entre els quals 14 Billboard Music Awards i diversos American Music Awards, MTV i fins i tot un Premi Grammy en la categoria Best Long Form Video. D'altra banda, va rebre la seva estrella al Passeig de la Fama de Hollywood. Però més important, amb el seu àlbum, es va convertir en un model per a nombrosos joves, tant el seu compromís per la causa dels nens desfavorits o els enganxats a la droga. I malgrat propòsits poc comercials, aconsegueix vendre més discs que Madonna i Paula Abdul, les seves dues principals rivals.

### Els anys 1990
El 1991, va arribar a la marca Virgin. Richard Branson estava fermament decidit a revitalitzar la imatge de Virgin Records America i va fer l'impensable: va signar amb Janet un contracte rècord de 30 milions de dòlars per a la gravació d'un sol àlbum en estudi. Guanyava així, per àlbum, més que Madonna. L'àlbum en qüestió serà sòbriament batejat Janet. Tret el maig de 1993, abandonava la seva imatge de noi deixat i militar i es reinventava una imatge encisadora i molt sensual, prova n'és la cèlebre coberta del Rolling Stone Magazine, on surt simplement vestida amb un parell de texans i un parell de mans masculines tapant-li els pits. Va desestabilitzar els seus primers admiradors, però es va mostrar de cara al calaix: Janet va fer explotar les vendes amb 15 milions de còpies (de les quals 7 milions als Estats Units).
Als Estats Units, l'àlbum va vendre més de 350.000 exemplars la primera setmana, i va aconseguir continuar sent al capdavant de les vendes durant sis setmanes, mentre que el simple That's the Way Love Goes ocupa la 1r lloc de la classificació dels senzills durant vuit setmanes i guanya un Premi Grammy en la categoria Best R&B Song. Els altres senzills que seguiran coneixeran tots un èxit mundial. Pel que fa a la seva vida privada, va ser molt discreta casant-se en el més gran secret amb René Elizondo. Aquest matrimoni no es farà notori fins al 1999, quan René demanarà el divorci.
En el cim de la seva carrera, Janet traurà la integral dels seus vídeos entre 1986 i 1996 en un DVD i un CD titulat Design of a Decade, compilació que ateny el 3r lloc del Billboard Hot 200 als Estats Units.
El 1995, just després de la seva cèlebre gira mundial Janet World Tour, grava amb el seu germà Michael, un single titulat «Scream». El videoclip procedent d'aquest duo és molt mediàtic, i amb raó: costant 7 milions de dòlars, esdevé en aquell temps el clip musical més car de la història. El vídeo és rodat en blanc i negre, i la seva realització serà confiada a Mark Romanek, amb qui Janet col·laborarà de nou el 1997 per al seu clip Got' Till It's Gone. El clip fa sensació, Janet hi apareix amb una imatge als antípodes de la seva imatge glamurosa: té els cabells curts, una actitud trash i un sex appeal salvatge. La col·laboració rep nombrosos premis, sobretot el de Best Dance Video als Premis MTV VMA de 1995 i el de Best Short Form Video als Grammy de 1996.
Janet Jackson signa amb Virgin un nou contracte multimèdia de comunicació de 100 milions de dòlars.
La tardor de 1997 veu la sortida de l'opus The Velvet Rope. La imatge de Janet i el contingut de l'àlbum molesten: en efecte, és el resultat d'una llarga depressió que la cantant confessa haver travessat de resultes de la seva precedent gira. La seva depressió té com a origen el seu gran sentiment de solitud i la falta d'estima que diu haver sofert durant la seva infantesa d'actriu de sèries de televisió. Pel costat de la imatge, escandalitza: la «bebè» d'Amèrica es perfora el nas i els pits, arbora diferents tatuatges, i adopta un pentinat africà.
No obstant això, la crítica afluixa davant la maduresa dels texts i de les composicions. L'àlbum té un enorme èxit al Japó i a Europa, mentre que Amèrica es mostra reticent davant l'àlbum. Tanmateix, la gira The Velvet Rope Tour és un gran èxit als Estats Units i permet a l'àlbum vendre's a 3 milions d'exemplars als Estats Units. Amb la gira acabada, comença una sèrie de col·laboracions amb Elton John, Blackstreet i Busta Rhymes, abans de tornar als platós de cinema per a la pel·lícula Nutty Professor II: The Klumps.

### Els anys 2000
El 2001, Janet treu All for You. Menys inventiu i acabat que el seu predecessor, però tot i així fou un èxit, sobretot gràcies a les peces All for You (premiat amb un Grammy el 2002), Doesn't Really Matter ' (la BSO de la pel·lícula The Nutty Professor 2 que ha estat número 1 als Estats Units), Someone to Call My Lover i Son of a Gun. La primera setmana de la seva sortida, l'àlbum ven més de 600.000 exemplars només als Estats Units, o sigui tant com les vendes de la primera setmana dels seus àlbums Janet i The Velvet Rope juntst. Com a single, All for You resta al capdavant de la classificació dels senzills americans i es converteix en el 10è número 1 de Janet als Estats Units (Hot 100) durant set setmanes consecutives, en detriment de Survivor, el single molt popular dels Destiny's Child que es veu així privat de la primera posició. L'àlbum és un èxit al Japó, ja que s'hi vendran 2 milions d'exemplars.
Després de tres anys d'absència, crea polèmica als Estats Units el 1r de febrer de 2004 quan es descobreix un pit amb Justin Timberlake a la Super Bowl. Aquest esdeveniment, que serà anomenat per la premsa americana «nipplegate» per l'escàndol que va provocar, té per a conseqüència el barrinament pur i simple de la promoció del seu vuitè opus, Damita Jo. En efecte les ràdios americanes i MTV es neguen purament i simplement a difondre les seves cançons. Al nivell internacional, l'àlbum no generarà grans vendes.
El 26 de setembre de 2006, treu el seu novè àlbum, 20 Y.O., amb la peça Call On Me que coneix un gran èxit als Estats Units aconseguint el número 1 de les classificacions R&B Soul Sale i R&B Air Play i també el número 1 a Singles Sales. Queda un any aquí, però no aconseguirà el primer lloc de la classificació general i així esdevenir el molt esperat (pels seguidors) 11è single número 1 (del Billboard general) als Estats Units. Més d'un any després de la sortida del senzill, entra de nou en les dues classificacions el novembre 2007. Produït per Jermaine Dupri, el company de la cantant, a l'àlbum li costa vendre's als Estats Units i al món. Escaldat per aquest fracàs comercial, Dupri anuncia la seva sortida de Virgin. El segon single So Excited, no té cap gran èxit en els charts pop als Estats Units. Janet pren les seves distàncies i deixa Virgin Records el juny de 2007.
El començament de l'any 2007 marca la seva tornada al cinema amb Why Did I Get Married ?, una pel·lícula escrita i produïda per Tyler Perry. Té el paper d'una escriptora al costat de Tyler Perry i de Jill Scott. La pel·lícula s'estrena als Estats Units el 12 d'octubre de 2007.
I malgrat la competència amb les sortides de les pel·lícules de Cate Blanchett i de George Clooney, la pel·lícula se situa des de la primera setmana al capdavant del box-office estatunidenc generant 21,5 milions de dòlars. La pel·lícula és un èxit als Estats Units i hi suma més de 60 milions de dòlars. Surt en DVD el febrer de 2008 i ofereix un bonus especial consagrat a Janet: Janet Return of Icon.
El febrer de 2008, la seva nova etiqueta Island i Def Jam, treuen el desè àlbum estudi de Janet, Discipline, produït en gran part per LA Reid. El single de llançament Feedback es classifica ràpidament al número 1 del "Billboard Hot Dance/Club Play", però no anirà més enllà del dinovè lloc en el Top 100 principal. L'àlbum Discipline ateny directament el primer lloc als Estats Units, abans de desaparèixer de les classificacions algunes setmanes. El setembre del mateix any, Janet se'n va de gira pels Estats Units i el Canadà amb el "Rock With U Tour Rock" que coneixerà un èxit desigual segons les dates.
El juny de 2009, mentre que roda Why Did I Get Married Too, el seu germà Michael Jackson mor d'una aturada cardíaca a Los Angeles. Janet, que ha de fer front alhora a la seva ruptura amb el productor Jermaine Dupri, decideix trencar amb el món i de ser discreta en els mitjans de comunicació. Li retrà malgrat tot un homenatge en els MTV 2009 interpretant Scream, el seu duo estrenat el 1995. Mentre ballava, es veia Michael sobre gran pantalla, darrere, sincronitzat amb la coreografia. L'endemà de la seva actuació, el títol inèdit Make Me és difós gratuïtament al lloc oficial de Janet Jackson, preludi d'una compilació dels seus number one titulada The Best prevista per al 17 de novembre als Estats Units.
La cançó "Make Me" pujarà al capdavant del Billboard Dance/Club charts als EUA.
Malgrat els rumors que anuncien un 11è àlbum estudi per a aquest any, Jermaine Dupri productor i antic promés de Janet declara que no hi ha res. En efecte, aquest últim ha explicat recentment que Janet no tenia cap projecte musical de moment. Prossegueix, "l'última vegada que he vist Janet no tenia ganes de fer l'àlbum, els seus últims àlbums no han funcionat tant com els altres i és lamentable sobretot quan s'inverteixen tants diners. Hem gravat el títol "Nothing" per a la B.O. de la seva última pel·lícula però això s'acaba aquí. Vol redefinir el seu univers musical, ja no traurà l'àlbum, tot just singles de tant en tant. Prefereix concentrar-se en la seva carrera cinematogràfica". Conclou «ella està molt bé en aquest moment, té ple de projectes que l'ajuden a aguantar».
Començaments de febrer de 2010, participa en la cançó We Are The World 25 For Haiti en resposta a terratrèmol sobrevingut algunes setmanes abans en aquell país i que causarà prop de 200.000 morts.
El 2 d'abril de 2010, Janet torna a la pantalla gran amb la continuació de la pel·lícula de Tyler Perry titulada: Why did I get Married Too ?. Hi interpreta també la música original de la pel·lícula amb la cançó Nothing produïda amb l'ajuda de Jermaine Dupri.
Des de l'u de juny de 2010, roda una nova pel·lícula Colored Girls, una vegada més amb Tyler Perry. Marhia Carrey que també havia de sortir a la pel·lícula ha estat reemplaçada per Tyler Perry, Janet tindrà davant d'ella un gran repartiment d'actrius, entre les quals Whoopi Goldberg (Oscar a la millor actriu)
El maig de 2010, Janet sembla, en un nou look, més prima i amb una copa de cabells ultracurts, passa a la final d'«American Idol» i interpreta, dos grans èxits « Again » i « Nasty Boys » i entre els dos el seu nou títol « Nothing », senzill per a la B.O. de la seva pel·lícula Why Did I Get Married Too ?. El 31 de maig agraeix els seguidors, amb un curt a «You Tube», ja que ha entrat directament al número 1 de les vendes a l'indret « I Tunes ». El públic estatunidenc retroba Janet, finalment en un escenari per a un concert, durant el festival «Esseence 2010». Ha acceptat finalment participar després de 15 anys d'intentar-ho els organitzadors.
Al final del concert mentre interpreta la peça «Togheter Again», perd momentàniament la veu, quan descobreix les fotos de Michael i d'ella mateixa a la pantalla gegant. Finalment, Janet llança petons cap al cel, se li uneixen els seus ballarins i no pot retenir les seves llàgrimes, Janet i Michael a les pantalles gegants, durant el duo «Scream».
El juliol de 2010, Janet esdevé el nou model de Blackglama's (campanya de publicitat de 'Legends'); és continuació de noms tan prestigiosos com: Diana Ross, Sophia Loren, Lauren Bacall, Elizabeth Taylor, Liza Minnelli, Ella Macpherson i Elizabeth Hurley. La campanya comença el setembre també als EUA com a nivell internacional.
En una entrevista, just abans del concert del 2 de juliol de 2010, Janet confirmava no haver gravat un nou àlbum per a 2010. Però només el títol «Make Me» el 2009 i dos títols, un pel « fun » en duo, per agradar a Paul Jerkins.
Indica en efecte no haver pres encara decisió, malgrat nombroses peticions de diferents etiquetes, busca continuar sent independent o tornar a ser un artista en el marc d'un contracte amb una etiqueta. Indicava ser molt feliç de donar una verdadera empenta a la seva carrera d'actriu, que desitjava fer, però que el seu pare li havia desaconsellat, fent-la signar el seu primer contracte amb una casa de discos a començaments dels anys 80.
Per a ella, l'oportunitat és important, i tindrà doncs l'estatus de cantant, ballarina, compositora i actriu.
El novembre de 2010, Janet anuncia al seu lloc web oficial la seva tornada als escenaris el 2011 i afirma per vídeo que la seva inspiració per a la música havia tornat gràcies al suport dels seus seguidors. La seva gira mundial és titulada Largest Ever World Tour i es basarà en els seus principals títols reagrupats a l'àlbum Number One; Janet convida els seus seguidors a anar a votar, entre 35 ciutats proposades, per definir els llocs dels seus futurs concerts.

## Vida privada
- Després d'un matrimoni el 1984 amb un franco-estatunidenc, James DeBarge, la unió va ser anul·lada per la justícia el 1985.
- Janet Jackson es va casar en secret el 1991 amb René Elizondo, del qual es va divorciar el maig de 2000.
- El 2009, va anunciar el final d'una relació de set anys amb el productor de música Jermaine Dupri.
- El 2010, Janet és en parella amb un jove multimilionari de Qatar, Wissam Al Mana.[4]

## El seu estil musical
El seu estil musical es defineix entre R&B, Pop, Soul i Rhythm and blues. Comença la seva carrera amb àlbums que barregen Soul, disco, Rhythm and blues, Funk i Pop. Després decideix donar a les seves cançons un estil més urbà utilitzant el New jack swing i el Hip-hop tot guardant el Rhythm and blues, el Soul i la música pop. A l'arribada del R&B abandona definitivament el Rhythm and blues per adoptar aquest nou gènere musical. Avui es defineix Janet com una cantant de R&B/Pop.

## Discografia

### Àlbums
| Any  | Album                        | Classificació | Classificació | Classificació | Nombre de vendes |           |  |           |
| ---- | ---------------------------- | ------------- | ------------- | ------------- | ---------------- | --------- |  | --------- |
| Any  | Album                        | 1982          | Janet Jackson | Número 63     | Nombre de vendes | Número 45 |  | 1.200.000 |
| 1984 | Dream Street                 | Número 147    |               |               | 1.000.000        |           |  |           |
| 1986 | Control                      | Número 1      | Número 8      |               | 15.000.000       |           |  |           |
| 1989 | Rhythm Nation 1814           | Número 1      | Número 4      |               | 16.000.000       |           |  |           |
| 1993 | janet.                       | Número 1      | Número 1      | Número 23     | 25.000.000       |           |  |           |
| 1995 | Design of a Decade 1986/1996 | Número 3      | Número 2      | Número 11     | 10.000.000       |           |  |           |
| 1997 | The Velvet Rope              | Número 1      | Número 6      | Número 2      | 14.000.000       |           |  |           |
| 2001 | All for You                  | Número 1      | Número 2      | Número 2      | 10.000.000       |           |  |           |
| 2004 | Damita Jo                    | Número 2      | Número 32     | Número 27     | 3.600.000        |           |  |           |
| 2006 | 20 Y.O.                      | Número 2      | Número 63     | Número 29     | 2.700.000        |           |  |           |
| 2008 | Discipline                   | Número 1      | Número 63     | Número 38     | 1.700.000        |           |  |           |

### Classificacions
- Control:N°1 Estats Units 2 setmanes
- Rhythm Nation 1814:N°1 Estats Units 4 setmanes
- Janet.:N°1 Estats Units 6 setmanes
- The Velvet Rope:N°1 Estats Units 1 setmana
- All For You:N°1 Estats Units 1 setmana
- Discipline:N°1 Estats Units 1 setmana

## Filmografia

### Cinema
- 1993: Justícia poètica (Poetic Justice): Justice
- 2000: Nutty Professor II: The Klumps: Denise Gaines
- 2007: Why Did I Get Married?: Patricia Agnew
- 2010: Why Did I Get Married Too?: Patricia Agnew
- 2011: For Colored Girls Who Have Considered Suicide When the Rainbow Is Enuf

### Televisió
- 1976 - 1977: The Jacksons: Ella mateixa
- 1977- 1979:  Good Times: Millicent "Penny" Gordon Woods
- 1979 - 1980: A New Kind of Family: Jojo Ashton
- 1980 - 1984: Arnold and Willy: Charlene DuPrey
- 1984 - 1985: Fame: Cleo Hewitt
- 2004: Will & Grace (temporada 7, episodi 2): Ella mateixa

### Compilacions
- 1987: Control The Remixes
- 1995: janet.Remixed (Plantilla:Europe seulement)
- 1996: Design of a Decade: 1986 / 1996 #3 Estats Units, #11 França, #2 Regne Unit
- 2009: Number Ones

El total de les seves vendes de discs al món és de més de 100 milions al 15 de desembre de 2007.

## Gires
- Rhythm Nation World Tour 1990/1991
- Janet. Tour 1993/1995
- Velvet Rope Tour 1998/1999
- All For You Tour 2001/2002: Anul·lacions dels concerts a Europa a conseqüència dels atemptats de l'11 de setembre de 2001.[5]
- Rock Witchu Tour 2008 (16 dates a Amèrica del Nord)
- Number Ones World Tour 2011 (Programació en curs pels internautes al seu lloc oficial)